# التعدين في أذربيجان

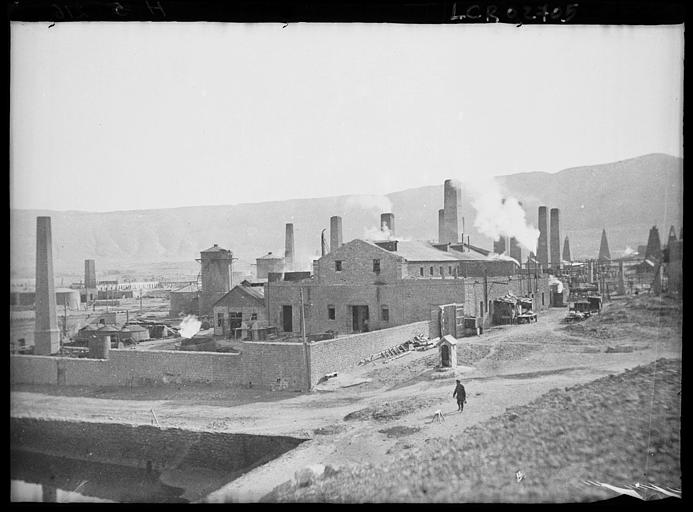

يعد اقتصاد أذربيجان من الاقتصادات المتنوعة التي تعتمد بشكل كبير على الموارد الطبيعية مثل النفط، الغاز الطبيعي، والمعادن. قطاع التعدين يعد من أبرز القطاعات المساهمة في الاقتصاد الوطني.

## تاريخ التعدين في أذربيجان
تعتبر أذربيجان منتجًا رئيسيًا للنفط والغاز الطبيعي منذ أكثر من قرن، مع التركيز الحالي على الحقول البحرية في بحر قزوين. ومنذ الاستقلال، شهد القطاع تطورًا ملحوظًا بفضل الاستثمارات الأجنبية المباشرة.
اعتبارًا من عام 2005، أنتجت أذربيجان مجموعة من المعادن والمواد الصناعية، بما في ذلك الألومنيوم والرصاص والحديد والزنك.
ومع ذلك، فإن أهمية أذربيجان كمنتج عالمي للمعادن تستند على صناعة استخراج النفط. كانت البلاد منتجًا مهمًا للنفط لأكثر من قرن، لكن التركيز الأخير كان على تنمية الموارد البحرية في بحر قزوين. إن الإنتاج من الحقول التي تعود إلى الحقبة السوفيتية في البلاد في تراجع، ولكن منذ الاستقلال، أدى الاستثمار الأجنبي المباشر في الحقول البحرية إلى تنشيط قطاع النفط من خلال تطوير مشاريع جديدة واسعة النطاق وتجديد المشاريع القديمة. في عام 2005، وقعت أذربيجان أكثر من 20 اتفاقية رئيسية لتطوير حقول النفط مع ما يقرب من 30 شركة من 15 دولة.
يمثل استخراج النفط وتكريره أكثر من 75٪ من قيمة الإنتاج الصناعي. يعمل في قطاعي استخراج النفط وتكريره وقطاعات التعدين وتصنيع المعادن أكثر من 60 ألف شخص في عام 2005. وقد أصبحت البلاد منتجًا رئيسيًا للنفط، وتنتج أكثر بكثير مما تستهلكه، ولكن إنتاجها من الغاز الطبيعي في عام 2005 كان لا يزال أقل بكثير من استهلاكها. كانت الدولة تزيد من إنتاجها من منتجات الصلب في شركة باكو للصلب، وهي شركة مملوكة للقطاع الخاص تنتج منتجات الصلب من خردة الصلب.

## تفاصيل الإنتاج الصناعي
في عام 2005، شهدت أذربيجان زيادة كبيرة في إنتاج جميع السلع المعدنية تقريبًا. زاد إنتاج النفط الخام بأكثر من 43٪ مقارنة بعام 2004. وكانت الدولة تطور صناعة الصلب، على الرغم من أنها لا تزال على نطاق صغير.
أفادت وكالة (أذرتاج) أن حجم الإنتاج في صناعة التعدين بأذربيجان بلغ 138.7 مليون منات خلال شهري يناير/كانون الثاني - أبريل/نيسان من العام الجاري، مع زيادة الإنتاج في بعض الصناعات بنسبة 1%.

## التجارة
شكلت أنواع الوقود 76٪ من قيمة الصادرات في عام 2005. وكانت الصادرات الرئيسية للبلاد هي النفط الخام، والذي تم بيعه جميعًا تقريبًا في الأسواق العالمية بدلاً من توريده إلى بلدان رابطة الدول المستقلة الأخرى. وتشمل الصادرات المعدنية الأخرى منتجات مصفاة البترول والألومينا. استوردت البلاد مجموعة متنوعة من السلع المعدنية، بما في ذلك الغاز الطبيعي.

## الموارد المعدنية
الثروة المعدنية الرئيسية لأذربيجان هي احتياطياتها من النفط والغاز. شكلت الهياكل الهيدروكربونية البحرية في بحر قزوين معظم إنتاج النفط والغاز في البلاد. قُدرت احتياطيات النفط الخام المؤكدة في أذربيجان بما يتراوح من 7 مليارات إلى 13 مليار برميل (Gbbl) استنادًا إلى المجلات الصناعية المختلفة والمصادر الحكومية. قدرت شركة النفط الحكومية لجمهورية أذربيجان (SOCAR) أن الاحتياطيات المؤكدة تبلغ حوالي 2.4 جيجا طن باستخدام نظام تصنيف الاحتياطي السوفيتي. لم يستند هذا التقييم إلى معايير اقتصاد السوق وقد يشمل موارد غير مجدية اقتصاديًا. تختلف تقديرات احتياطيات الغاز الطبيعي أيضًا. وفقًا لمجلة النفط والغاز، تمتلك أذربيجان احتياطيات مؤكدة من الغاز الطبيعي تبلغ حوالي 30 تريليون قدم مكعب (حوالي 850 مليار متر مكعب)، وتقدر شركة BP plc أن البلاد لديها 48 تريليون قدم مكعب (حوالي 1.4 تريليون متر مكعب) من احتياطيات الغاز المؤكدة.
يعد اقتصاد أذربيجان من الاقتصادات المتنوعة والمزدهرة، ويعتمد بشكل كبير على مصادر طبيعية متعددة أبرزها النفط والغاز الطبيعي والمعادن. تعتبر أذربيجان واحدة من الدول الغنية بالموارد تحت الأرض، حيث يشكل قطاع التعدين أحد الأعمدة الرئيسية في اقتصادها. تشمل هذه الموارد النفط، الغاز الطبيعي، النحاس، الزنك، الرصاص، الزئبق، بالإضافة إلى المعادن الأخرى مثل الرخام.
تشكل احتياطيات النفط والغاز في أذربيجان النسبة الأكبر من الثروة المعدنية، حيث تقدر احتياطيات النفط المؤكدة بين 7 إلى 13 مليار برميل، فيما تصل احتياطيات الغاز الطبيعي إلى حوالي 30 تريليون قدم مكعب

## قطاع التعدين في أذربيجان: نمو الإنتاج وأثره على الاقتصاد الوطني
في عام 2007، شكل قطاع التعدين أكثر من 95% من الاقتصاد الأذربيجاني. كما أن النفط والغاز الطبيعي يمثلان أكثر من ثلثي إنتاج أذربيجان من الموارد الطبيعية. في عام 2018، بلغ الناتج المحلي الإجمالي لأذربيجان حوالي 11 مليار دولار أمريكي، وهو رقم مرتفع مقارنة بالدول المجاورة.
أفادت وكالة (أذرتاج) نقلاً عن اللجنة الحكومية للإحصاء أن حجم المنتجات في مؤسسات صناعة التعدين بأذربيجان بلغ 138.7 مليون منات خلال شهري يناير/كانون الثاني - أبريل/نيسان من العام الجاري. كما زاد حجم الإنتاج في صناعة التعدين بنسبة 1%، وفي مجال إنتاج المصنوعات المعدنية الجاهزة بنسبة 87.4%.
وأنتجت أذربيجان خلال الأشهر الأربعة المنصرمة منتجات الحديد الزهر بحجم 342.9 ألف طن، وهو ما يمثل زيادة بمقدار 3.7 مرة مقارنة بالفترة نفسها من العام الماضي. كما تم إنتاج 80.7 ألف طن من المنتجات الفولاذية، و16.6 ألف طن من المواسير الفولاذية.